# Лугова Галина Леонідівна
Галина Леонідівна Лугова (нар. 10 квітня 1976, смт Антонівка, Херсонська область) — український управлінець, учитель, організатор освіти. Начальниця Херсонської міської військової адміністрації (21 вересня 2022 — 2 березня 2023).

## Життєпис
Галина Лугова народилася 10 квітня 1976 у смт Антонівці на Херсонщині.
Закінчила Херсонський державний університет. Працювала учителькою, директоркою Антонівської загальноосвітню школу № 21 Херсонської міської ради.
Від 2015 — у політиці. У 2020 році стала секретаркою Херсонської міської ради. Начальниця Херсонської міської ВА (від 21 вересня 2022).
Має двох синів.